# Mikró Soúli
Mikró Soúli (Mikro Souli) är en ort i Grekland.   Den ligger i prefekturen Nomós Serrón och regionen Mellersta Makedonien, i den nordöstra delen av landet, 300 km norr om huvudstaden Aten. Mikró Soúli ligger 311 meter över havet och antalet invånare är 385.
Terrängen runt Mikró Soúli är kuperad åt nordväst, men åt sydost är den bergig. Runt Mikró Soúli är det glesbefolkat, med 19 invånare per kvadratkilometer. Närmaste större samhälle är Palaiokómi, 4,2 km sydväst om Mikró Soúli. Trakten runt Mikró Soúli består till största delen av jordbruksmark.